# Escrime aux Jeux olympiques d'été de 2012
Navigation
Pékin 2008 Rio de Janeiro 2016
Les épreuves d’escrime aux Jeux olympiques d'été de 2012 se sont déroulées du 28 juillet au 5 août 2012 au Centre ExCeL de Londres
Dix épreuves étaient au programme, soit 6 individuelles et 4 par équipes.

## Épreuves
Le principe de l'alternance des épreuves par équipes est toujours en place, même si la Fédération internationale d'escrime (FIE) souhaitait rajouter deux épreuves par équipes. Le CIO a cependant voté pour conserver le format actuel de 10 épreuves.
Pour ces JO, le fleuret par équipes remplace l'épée par équipes dans le programme masculin. Chez les femmes, l'épée par équipes prend la place du sabre par équipes.
Par compensation, les championnats du monde d'escrime plus tôt dans l'année ont organisé les deux épreuves par équipe absentes des jeux : l'épée hommes et le sabre dames.
| Arme    | Hommes     | Hommes      | Femmes     | Femmes      | Total |
| Arme    | Individuel | Par équipes | Individuel | Par équipes | Total |
| ------- | ---------- | ----------- | ---------- | ----------- | ----- |
| Épée    | ■          |             | ■          | ■           | 3     |
| Fleuret | ■          | ■           | ■          | ■           | 4     |
| Sabre   | ■          | ■           | ■          |             | 3     |
| Total   | 3          | 2           | 3          | 2           | 10    |

## Calendrier

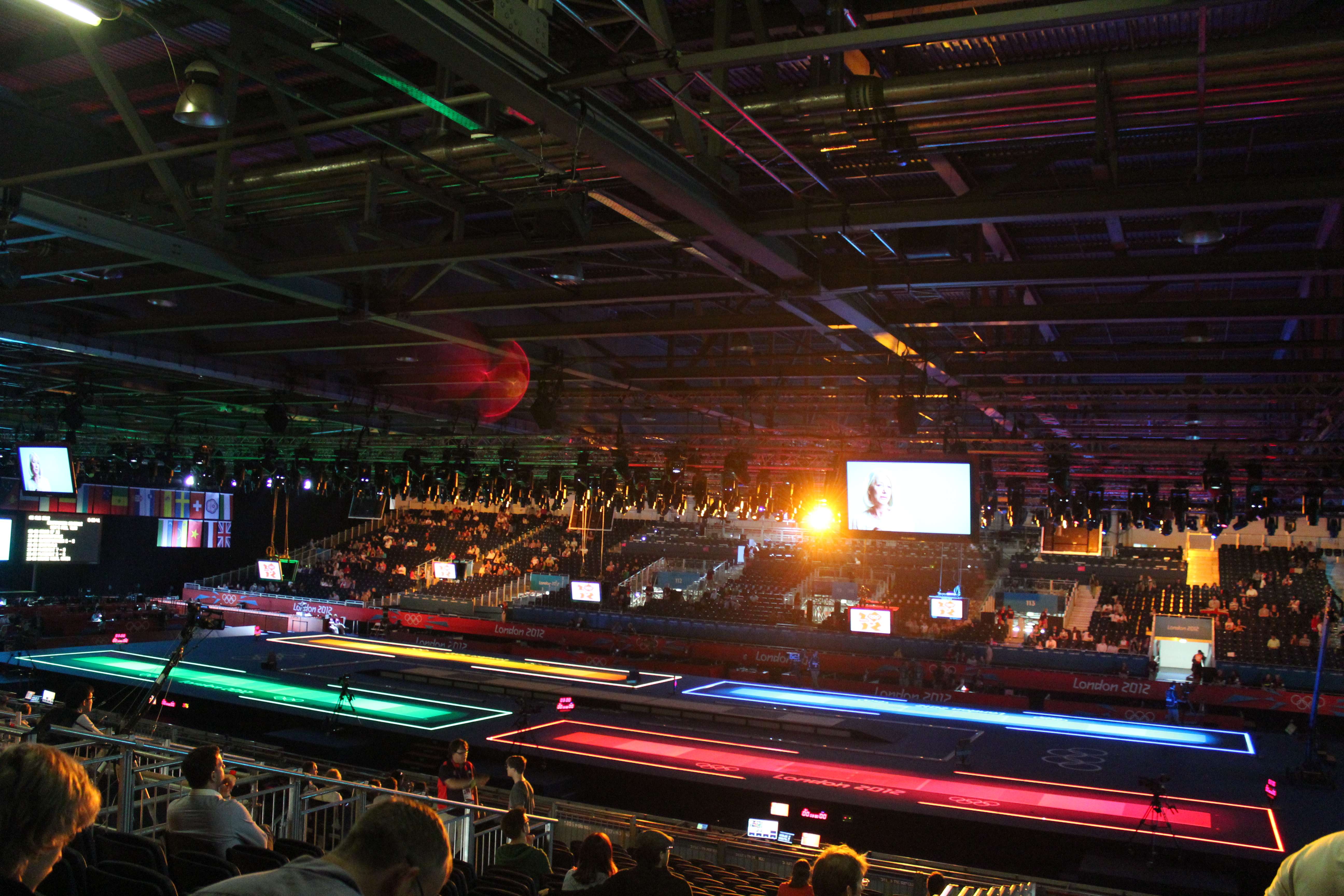
Le site d'escrime à l'ExCeL.

| Pictogramme Escrime | Pictogramme Escrime | Pictogramme Escrime | 1 | 1 | 1 | 1 | 2 | 1 | 1 | 1 | 1 |

|  | Jour de finale |

## Qualifications
Les qualifications sont principalement basées sur le classement de la FIE au 2 avril 2012, avec des places supplémentaires individuelles disponibles lors de 4 tournois de qualification.

## Résultats

### Podiums masculins
| Épreuves                                | Or                                                                    | Argent                                                                          | Bronze                                                                      |
| --------------------------------------- | --------------------------------------------------------------------- | ------------------------------------------------------------------------------- | --------------------------------------------------------------------------- |
| Épée individuelle résultats détaillés   | Rubén Limardo (VEN)                                                   | Bartosz Piasecki (NOR)                                                          | Jung Jin-sun (KOR)                                                          |
| Fleuret individuel résultats détaillés  | Lei Sheng (CHN)                                                       | Alaaeldin Abouelkassem (EGY)                                                    | Choi Byung-chul (KOR)                                                       |
| Fleuret par équipes résultats détaillés | Italie Valerio Aspromonte Giorgio Avola Andrea Baldini Andrea Cassarà | Japon Suguru Awaji Kenta Chida Ryo Miyake Yuki Ota                              | Allemagne Sebastian Bachmann Peter Joppich Benjamin Kleibrink Andre Wessels |
| Sabre individuel résultats détaillés    | Áron Szilágyi (HUN)                                                   | Diego Occhiuzzi (ITA)                                                           | Nikolay Kovalev (RUS)                                                       |
| Sabre par équipes résultats détaillés   | Corée du Sud Gu Bon-gil Kim Jung-hwan Oh Eun-seok Won Woo-young       | Roumanie Tiberiu Dolniceanu Rareș Dumitrescu Alexandru Siriteanu Florin Zalomir | Italie Aldo Montano Diego Occhiuzzi Luigi Samele Luigi Tarantino            |

### Podiums féminins
| Épreuves                                | Or                                                                          | Argent                                                                          | Bronze                                                               |
| --------------------------------------- | --------------------------------------------------------------------------- | ------------------------------------------------------------------------------- | -------------------------------------------------------------------- |
| Épée individuelle résultats détaillés   | Yana Shemyakina (UKR)                                                       | Britta Heidemann (GER)                                                          | Sun Yujie (CHN)                                                      |
| Épée par équipes résultats détaillés    | Chine Li Na Sun Yujie Xu Anqi Luo Xiaojuan                                  | Corée du Sud Choi Eun-sook Choi In-jeong Jung Hyo-jung Shin A-lam               | États-Unis Courtney Hurley Maya Lawrence Susie Scanlan Kelley Hurley |
| Fleuret individuel résultats détaillés  | Elisa Di Francisca (ITA)                                                    | Arianna Errigo (ITA)                                                            | Valentina Vezzali (ITA)                                              |
| Fleuret par équipes résultats détaillés | Italie Elisa Di Francisca Arianna Errigo Ilaria Salvatori Valentina Vezzali | Russie Inna Deriglazova Larisa Korobeynikova Aida Shanaeva Kamilla Gafurzianova | Corée du Sud Jung Gil-ok Nam Hyun-hee Jeon Hee-sook Oh Ha-na         |
| Sabre individuel résultats détaillés    | Kim Ji-yeon (KOR)                                                           | Sofia Velikaïa (RUS)                                                            | Olha Kharlan (UKR)                                                   |

### Tableau des médailles
| Rang  | Nation       | Or | Argent | Bronze | Total |
| ----- | ------------ | -- | ------ | ------ | ----- |
| 1     | Italie       | 3  | 2      | 2      | 7     |
| 2     | Corée du Sud | 2  | 1      | 3      | 6     |
| 3     | Chine        | 2  | 0      | 1      | 3     |
| 4     | Ukraine      | 1  | 0      | 1      | 2     |
| 5     | Hongrie      | 1  | 0      | 0      | 1     |
| 5     | Venezuela    | 1  | 0      | 0      | 1     |
| 7     | Russie       | 0  | 2      | 1      | 3     |
| 8     | Allemagne    | 0  | 1      | 1      | 2     |
| 9     | Égypte       | 0  | 1      | 0      | 1     |
| 9     | Japon        | 0  | 1      | 0      | 1     |
| 9     | Norvège      | 0  | 1      | 0      | 1     |
| 9     | Roumanie     | 0  | 1      | 0      | 1     |
| 13    | États-Unis   | 0  | 0      | 1      | 1     |
| Total | Total        | 10 | 10     | 10     | 30    |